# Meeresschutzgebiete in Neuseeland
Meeresschutzgebiete sind in Neuseeland ein wichtiger Teil des Naturschutzes. Es gibt verschiedene Arten von Schutzgebieten, die aufgrund unterschiedlicher gesetzlicher Grundlagen geschaffen wurden.

## Marine Protected Areas (geschützte Meeresgebiete)
Rechtsgrundlage für diese Schutzgebiete ist der Marine Reserves Act 1971.

### Marine Reserves (Meeresschutzgebiete)
Stand 23. Januar 2014 gibt es in Neuseeland 44 Marine Reserves Diese Gebiete unterstehen dem Department of Conservation, das vom Fischereiministerium, Zoll und den Streitkräften unterstützt wird.

### Marine Protected Areas Typ 2
Diese Gebiete unterliegen einem geringeren Schutz als die Marine Reserves. In einigen Fällen umgibt ein größeres Schutzgebiet Typ 2 eine kleinere Marine Reserve. Die wirtschaftliche Nutzung dieser Gebiete unterliegt definierten Restriktionen. So sind meist umweltschädliche Fischereimethoden wie das Fischen mit dem Schleppnetz verboten.

## Marine Mammal Sanctuaries (Schutzgebiete für Meeressäuger)
Stand 23. Januar 2014 gibt es in Neuseeland 6 Marine Mammal Sanctuaries. Rechtsgrundlage ist der Marine Mammals Protection Act 1978. Sie schützen einige wichtige Rückzugsgebiete und Wanderrouten der in Neuseeland heimischen 43 Meeressäuger- und neun Robbenarten.
Die neuseeländischen Ureinwohner haben eine enge Beziehung zu Walen. Später war der Walfang ein bedeutsamer Wirtschaftszweig der europäischen Einwanderer. Heute setzt Neuseeland auf den Schutz der Meeressäuger und ihre nachhaltige touristische Nutzung.

## Hauraki Gulf Marine Park
Der Hauraki Gulf Marine Park, der neben dem Hauraki Gulf, angrenzende Seegebiete und Landgebiete miteinschließt, wurde 2000 durch einen eigenen Parlamentsakt unter Schutz gestellt. In ihm liegen fünfzig Inseln und fünf Marine Reserves". Das sowohl Land als auch Meeresflächen umfassende Gebiet wird aufgrund seiner Nähe zu Auckland stark vom Menschen genutzt. Die Unterschutzstellung soll ein integriertes Management möglich machen.

## Mataitai Reserves
Rechtsgrundlage ist Teil IX des Fisheries Act 1996. Ihre Entstehung ist eine Umsetzung der Verpflichtungen, die die neuseeländische Regierung mit dem Treaty of Waitangi Fisheries Claims Settlement Act 1992 eingegangen war.
Mataitai Reserves regulieren die Nutzung traditioneller Gebiete, in denen die Māori fischen und Meeresfrüchte sammeln. Sie werden von den ortsansässigen Stämmen Hapū/Iwi, zusammen mit dem Ministry for Primary Industries (MPI) verwaltet. Es werden den Gebräuchen der Ureinwohner entsprechende Methoden des Ressourcenmanagements und der nichtkommerziellen Fischerei angewendet.

## Taiapure
Rechtsgrundlage sind die Abschnitte 174–185 des Fisheries Act 1996.
Taiapure sind ebenfalls traditionelle Fischgründe der Māori. In ihnen wird auch kommerzielle Fischerei betrieben. Sie erlaubt jedoch den ortsansässigen Ureinwohnern, Einfluss auf die Bewirtschaftung zu nehmen. So können die Art und Menge der gefangenen Lebewesen, die Fangsaison, Mindestmaße und Fangmethoden beschränkt werden.

## Areas of significant conservation value
Meeresgebiete mit großer Bedeutung für den Naturschutz können von den lokalen Behörden in regionalen Küstenplänen einer Regulierung unterworfen werden.

## Benthic Protection Areas
Diese 17 küstenfernen Meeresgebiete wurden im April 2007 einer Regulierung des Fischfanges unterworfen. Sie haben den Schutz des Meeresbodens vor der Fischerei mit Grundschleppnetzen zum Ziel. Das geschützte Gebiet umfasst 1,2 Mio. km² (die vierfache Fläche der Landmasse des Landes) und ist damit das größte Meeresschutzgebiet in der Ausschließlichen Wirtschaftszone eines Staates weltweit.
Die Schleppnetzfischerei mit Grundschleppnetzen ist in den Gebieten generell verboten. Die Verwendung pelagischer Schleppnetze ist erlaubt, unterliegt aber strikten Regulierungen. So müssen zwei Beobachter mitgeführt werden und das Netz und das Schiff werden elektronisch überwacht.